# The Caledonians BigBand
The Caledonians BigBand is een Zaandammer bigband, die in 1942 is opgericht. Het repertoire bestaat uit muziek van grote swingbands zoals Count Basie, Glenn Miller en Tommy Dorsey. 
Het orkest heeft de traditionele bigbandbezetting: vijf saxofoons, vier trompetten, vier trombones, piano, gitaar, drums en zang.

## Het ontstaan
Het orkest vindt zijn ontstaan tijdens de bezettingsjaren van de Tweede Wereldoorlog bij de Zaanse voetbalclub Z.F.C., die in 1926 als nevenactiviteit de Z.F.C.-band oprichtte. Vanwege de groeiende interesse in jazz- en andere Anglo-Amerikaanse muziek en de aanwezigheid van een groot aantal goede musici, ontstaat de behoefte aan een volwaardig jazzorkest. In 1942 wordt een orkest opgericht, dat uit twaalf muzikanten en een zangeres bestaat. Het orkest zou 'The Caledonians' heten, maar in verband met het Duitse verbod op alles wat Engelstalig was, krijgt het orkest de neutrale naam 'Z.F.C. Dansorkest'. Deze naam dekt overigens vrij goed de lading, want het orkest treedt vooral op bij dansscholen, clubs en verenigingen. Bij de oprichting is Mart Cluwen de leider. Hij wordt al kort daarna gedwongen voor de Duitse arbeitseinsatz te werken, terwijl andere muzikanten moeten onderduiken. Han de Jong neemt de leiding van het orkest over. In 1944 besluit het Z.F.C. Dansorkest te fuseren met het vooroorlogse dansorkest 'The Favourites'. De naam wordt 'De Prominenten'. Het orkest staat bekend om zijn hoge allure. De (dans)muziek voldoet aan grote professionaliteit. Deze combinatie resulteert in mei van 1946 in een speelcontract van zes weken in Carré, wanneer daar een gezelschap van Kees Manders een uitvoering van de revue "Feest in Hollywood" geeft.
In 1948 wordt er binnen het bestuur van de Zaanse SwingSociety de wens uitgesproken een echte big band te formeren. Han de Jong neemt die taak op zich en stelt een nieuw orkest samen. De vijftien orkestleden en de zangeres Tine Hoorn worden voornamelijk gerekruteerd uit het Z.F.C. Dansorkest. Men besluit dit orkest de oorspronkelijke naam 'The Caledonians BigBand' te geven. Zo'n groot orkest is in die tijd een uitzondering: op dat moment zijn er slechts een drietal in heel Nederland. Han de Jong blijft tijdens zijn leven een groot stempel op het orkest drukken, zowel organisatorisch als muzikaal. Op een piepklein huisorgeltje maakt hij zijn arrangementen. Door zijn vaardigheid om met muziek en mensen om te gaan, kon het gebeuren dat Michiel de Ruyter schrijft: "Het enige amateurorkest in grote bezetting dat een aanvaardbaar niveau heeft bereikt."
Op 31 januari 1980 is "Orkestvereniging The Caledonians" bij de notaris als vereniging opgericht.

## Het heden
The Caledonians BigBand heeft altijd, tot op de dag van vandaag, een belangrijke rol gespeeld in de Zaanse jazzgeschiedenis. Bekend zijn de concerten tijdens Royal Jazz-festivals en de regelmatige optredens in het café-restaurant Mail Company en recenter in De Rijper Eilanden, de Kompaszaal en het Polanentheater.